# Kanda Wati
Kanda Wati is een bestuurslaag in het regentschap Tangerang van de provincie Banten, Indonesië. Kanda Wati telt 4815 inwoners (volkstelling 2010).